# 9. Nemzetközi Fizikai Diákolimpia
A 9. Nemzetközi Fizikai Diákolimpiát (1976) Magyarországon, Budapesten rendezték 1976. július 1-8-án. Tíz ország (újonc: Svédország) ötven versenyzője vett részt.
A magyar csapat egy III. díjat (bronzérmet) szerzett, ezzel 6. lett az országok közötti pontversenyben. 

(Az elérhető maximális pontszám: 5×50=250 pont volt)

## Országok eredményei pont szerint
|     | Ország        | Pont   | Arany | Ezüst | Bronz |
| --- | ------------- | ------ | ----- | ----- | ----- |
| 1.  | Szovjetunió   | 194,75 | 3     | 1     | 1     |
| 2.  | Románia       | 179,5  | 1     | 1     | 3     |
| 3.  | NDK           | 174    | 0     | 3     | 1     |
| 4.  | Lengyelország | 170,5  | 2     | 0     | 0     |
| 5.  | Csehszlovákia | 158    | 0     | 2     | 1     |
| 6.  | Magyarország  | 134,5  | 0     | 0     | 1     |
| 7.  | Franciaország | 134    | 1     | 0     | 1     |
| 8.  | Bulgária      | 120    | 0     | 0     | 1     |
| 9.  | NSZK          | 114    | 0     | 0     | 3     |
| 10. | Svédország    | 81     | 0     | 0     | 1     |

## A magyar csapat
A magyar csapat tagjai voltak:
| Név              | Iskola                            | Város    | Pontszám | Díj   |
| ---------------- | --------------------------------- | -------- | -------- | ----- |
| Vankó Péter      | Móricz Zsigmond Gimnázium         | Budapest |          | Bronz |
| Faragó Béla      | Batsányi János Gimnázium          | Csongrád |          |       |
| Gulyás Mihály    | Táncsics Mihály Gimnázium         | Orosháza |          |       |
| Zimányi Gergely  | Fazekas Mihály Gyakorló Gimnázium | Budapest |          |       |
| Virosztek Attila | Verseghy Ferenc Gimnázium         | Szolnok  |          |       |

A csapat vezetői Tichy Géza és Sasvári László voltak.